# Mac OS X 10.2
Mac OS X version 10.2 “Jaguar” es la tercera versión del Mac OS X, el sistema operativo de Apple para desktops y servidores. Fue presentado después del Mac OS X v10.1 y es reemplazado por el Mac OS X v10.3. El sistema operativo estuvo inicialmente disponible el 23 de agosto de 2002 tanto en versión única como en "family pack", la cual permite la instalación en 5 computadores independientes que estén ubicados en un mismo hogar. Fue a grandes rasgos recibido por los usuarios de Macintosh como un gran paso en las áreas de estabilidad, velocidad en funcionamiento y en la línea de aplicaciones disponibles tanto con interfaz gráfica como con línea de comandos; sin embargo, muchos críticos siguieron insistiendo en hacer observaciones en lo relacionado con la velocidad de la interfaz de usuario y en la inmadurez y dificultad de uso.
Jaguar fue la primera versión del Mac OS X en usar su nombre en código en la publicidad, una práctica que se ha sido subsecuente hasta la actualidad (macOS Ventura).

## Requerimientos de sistema
- Modelos soportados:[2] PowerMac G3, G4, PowerMac G5 iniciales, iMac, eMac, PowerBook G3 o G4, o iBook.
- Memoria RAM: 128 megabytes
- Tipo de procesador: PowerPC G3, G4 or G5 a 233 MHz o más.